# Masami Okui
Masami Okui (奥井 雅美, Okui Masami) est une chanteuse de J-pop et de J-rock née le 13 mars 1968 à Itami, dans la Préfecture d'Hyōgo au Japon. Elle a commencé sa carrière musicale professionnelle comme choriste en concerts.
Elle est particulièrement connue pour avoir chanté des génériques d'animes et de séries télévisées, comme Utena la fillette révolutionnaire, Slayers, Sorcerer Hunters, Di Gi Charat, Magic User's Club, Jungle de Ikou, Cyber Team in Akihabara, Ray the Animation, He Is My Master ou Yu-Gi-Oh! Elle a enregistré plus de 50 singles et 20 albums (en comptant ses associations avec JAM Project et Chihiro Yonekura)

## Biographie
Sa carrière débute en novembre 1989, elle commence alors comme choriste dans les concerts de Yuki Saito. Elle sort en 1993 son premier single, "Dare Yori mo Zutto", générique d'ouverture de l'OVA de l'anime The Girl from Phantasia. En 1995 elle fait un duo avec Megumi Hayashibara pour l'anime Slayers. Elle s'associe en 2003 avec Chihiro Yonekura pour former le groupe r.o.r/s (l'acronyme de Reflection of Renaissance/Sounds). Elle rejoint également la même année le groupe JAM Project avec le single "Little Wing", qui deviendra le thème d'ouverture de l'anime Scrapped Princess. Elle crée, toujours la même année, son label, evolution, et en est la productrice.
Elle interprète également l'Opening 2 de la série Yu-Gi-Oh ! avec la chanson Shuffle.

## Discographie

### Singles

#### LabelStar Child(1993 - 2002)
- Dare yori mo zutto... (誰よりもずっと...?) : 21 août 1993

1. Dare yori mo zutto...
2. Dare yori mo zutto... (instrumental)

- Yume ni Konnichiwa -Tanoshii Willow Town- (夢にこんにちは -楽しいウイロータウン-?) : 26 novembre 1993

1. Yume ni Konnichiwa -Tanoshii Willow Town-
2. Liverpool e Oide (リバプールへおいで?)
3. Yume ni Konnichiwa -Tanoshii Willow Town- (instrumental)
4. Liverpool e Oide (instrumental)

- I Was Born to Fall In Love : 21 janvier 1994

1. I Was Born to Fall In Love
2. Full Up Mind
3. I Was Born to Fall In Love (instrumental)
4. Full Up Mind (instrumental)

- Reincarnation : 5 mars 1994

1. Reincarnation
2. Ryoute ippai no Yume (両手いっぱいの夢?)
3. Reincarnation (instrumental)
4. Ryoute ippai no Yume (instrumental)

- My Jolly Days : 5 août 1994

1. My Jolly Days
2. Beats the Band
3. My Jolly Days (instrumental)
4. Beats the Band (instrumental)

- It's Destiny -yatto meguriaeta- (It's DESTINY -やっと巡り会えた-?) : 21 décembre 1994

1. It's DESTINY -Yatto Meguri Ae ta-
2. Live Alone... Sennen tattemo (Live alone...千年たっても?)
3. It's DESTINY -Yatto Meguri Ae ta- (instrumental)
4. Live Alone... Sennen tattemo (instrumental)

- Get Along avec Megumi Hayashibara : 24 mai 1995

1. Get along
2. Kujikenaikara!
3. Get along (instrumental)
4. Kujikenaikara! (instrumental)

- Mask avec Kasumi Matsumura : 3 novembre 1995

1. Mask
2. Love is Fire
3. Mask (instrumental)
4. Love is Fire (instrumental)

- Shake It : 24 janvier 1996

1. Shake it
2. Lonely soul
3. Shake it (instrumental)
4. Lonely soul (instrumental)

- Jama wa Sasenai (邪魔はさせない?) : 24 avril 1996

1. Give a reason
2. Jama wa Sasenai (邪魔はさせない?)
3. Give a reason (instrumental)
4. Jama wa Sasenai (instrumental)

- Naked Mind : 5 décembre 1996

1. Naked Mind
2. Niji no youni (虹のように?)
3. Naked Mind (instrumental)
4. Niji no youri (instrumental)

- J : 5 mars 1997

1. J
2. spirit of the globe
3. J (instrumental)
4. spirit of the globe (instrumental)

- Rinbu -revolution- (輪舞 -revolution-?) : 21 mai 1997

1. Rinbu -revolution-
2. I can't...
3. Rinbu -revolution- (instrumental)
4. I can't... (instrumental)

- Souda, zettai. (そうだ、ぜったい。?) : 21 juin 1997

1. Souda, zettai.
2. Precious wing
3. Souda, zettai. (instrumental)
4. Precious wing (instrumental)

- Birth : 22 mai 1998

1. Birth
2. Taiyou no Hana (太陽の花?)
3. Birth (instrumental)
4. Taiyou no Hana (instrumental)

- Shu -AKA- (朱 -AKA-?) : 7 août 1998

1. Shu -AKA-
2. Koishimasho Nebarimasho (恋しましょ ねばりましょ?)
3. Shu -AKA- (instrumental)
4. Koishimasho Nebarimasho (instrumental)

- Never Die : 27 novembre 1998

1. Never die
2. Naritai (なりたい?)
3. Never die (version OVA)
4. Never die (instrumental)

- Key : 13 mars 1999

1. Key
2. Te no hira no Kakera (手のひらの破片?)
3. Key (instrumental)
4. Te no hira no Kakera (instrumental)

- Tenshi no Kyuusoku (天使の休息?) : 8 mai 1999

1. Tenshi no Kyuusoku
2. Ru-Ru-Ru (ルルル?)
3. Tenshi no Kyuusoku (instrumental)
4. Ru-Ru-Ru (instrumental)

- Labyrinth/Toki ni Ai wa (labyrinth / 時に愛は?) : 2 juillet 1999

1. labyrinth
2. Toki ni Ai wa
3. labyrinth (instrumental)
4. Toki ni Ai wa (instrumental)

- Sore wa Totsuzen yattekuru (それは突然やってくる?) : 26 novembre 1999

1. Sore wa Totsuzen yattekuru
2. eternal promise [Deck version]
3. Sore wa Totsuzen yattekuru (instrumental)
4. eternal promise [Deck version] (instrumental)
5. labyrinth (Live)
6. Toki ni Ai wa [Itaru version] (Live)

- Only One, No. 1 : 3 décembre 1999

1. Only One, No. 1
2. Only One, No. 1 (instrumental)

- Over the End : 26 avril 2000

1. Over the End
2. Moon
3. Over the End (instrumental)
4. Moon (instrumental)
5. Over the End (Mozambique club mix)

- Turning Point :21 juillet 2000

1. Turning Point
2. Chaos
3. Turning Point (instrumental)
4. Chaos (instrumental)
5. Cutie (Kenji Kitajima remix)

- Cutie : 21 juillet 2000

1. Cutie
2. Cutie (instrumental)

- Just Do It : 3 août 2000

1. Just do it
2. Just do it (instrumental)

- Sora ni Kakeru Hashi (空にかける橋?) : 7 février, 2001

1. Sora ni Kakeru Hashi
2. I'd love you to touch me
3. Sora ni Kakeru Hashi (instrumental)
4. I'd love you to touch me (instrumental)

- Megami ni Naritai -for a yours- (女神になりたい -for a yours-?) : 21 mars 2001

1. Megami ni naritai -for a yours-
2. Megami ni naritai -for a yours- (instrumental)
3. Only One, No.1 (Live)

- Shuffle : 25 avril 2001

1. Shuffle
2. Ano hi no Gogo (あの日の午後?)
3. Shuffle (instrumental)
4. Ano hi no Gogo (instrumental)
5. Shuffle (D.V mix)

- Deportation -but, never too late- : 25 juillet 2001

1. DEPORTATION -but, never too late-
2. Jounetsu (情熱?)
3. DEPORTATION -but, never too late- (instrumental)
4. Jounetsu (instrumental)
5. DEPORTATION -but, never too late- (A.C version)

- Happy Place : 22 août 2002

1. HAPPY PLACE
2. Iiwake (いいわけ?)
3. DEVOTION (Live)

#### LabelKing Records(2003)
- Second Impact : 27 novembre 2003

1. Second Impact
2. Pure
3. Message
4. Second Impact (instrumental)
5. Pure (instrumental)
6. Message (instrumental)

#### LabelEvolution(2004-2007)
- Olive : 8 décembre 2004

1. Olive
2. Snowy
3. Troubadour -Ginyuu Shijin- (Troubadour-吟遊詩人-?)
4. Olive (instrumental)
5. Snowy (instrumental)
6. Troubadour -Ginyuu Shijin- (instrumental)

- Trust / A Confession of Tokio : 11 mai 2005

1. Trust
2. A confession of Tokio
3. Trust (instrumental)
4. A confession of Tokio (instrumental)

- Mitsu (蜜 -mitsu-?) : 25 janvier 2006

1. Mitsu
2. Paradise Lost
3. Sora ni Kakeru Hashi [Unplugged Version]
4. Mitsu (instrumental)
5. Paradise Lost (instrumental)
6. Sora ni Kakeru Hashi [Unplugged Version] (instrumental)

- Zero -G- : 10 mai 2006

1. Zero -G-
  - Gift
2. Zero -G- (instrumental)
3. Gift (instrumental)

- Wild Spice : 8 août 2006

1. Wild Spice
2. Lunatic Summer
3. Wild Spice (instrumental)
4. Lunatic Summer (instrumental)

- Remote Viewing : 26 janvier 2007

1. Remote Viewing
2. Haitoku no KISS -Love of a fallen angel- (背徳のKISS-Love of a fallen angel-?)
3. Remote Viewing (instrumental)
4. Haitoku no KISS -Love of a fallen angel- (instrumental)

- It's My Life : 4 juillet 2007

1. It's my life
2. -w-
3. It's my life (instrumental)
4. -w- (instrumental)

#### LabelIndex Music(2007)
- Ring : 25 juillet 2007

1. Ring
2. Ring [Ballad Version]
3. Ring (instrumental)
4. Ring [Ballad Version] (instrumental)

#### LabelLantis(2007)
- Insanity : 21 novembre 2007

1. Insanity
2. Total Eclipse
3. Insanity (instrumental)
4. Total Eclipse (instrumental)

### Albums

#### Star Child
- Gyuu : 21 avril 1995

1. Reincarnation
2. Ryoute ippai no Yume (両手いっぱいの夢?)
3. Full Up Mind
4. Beats the Band
5. Face
6. Fushigi na Yoru (不思議な夜?)
7. My Jolly Days
8. It's Destiny -yatto meguriaeta- (It's DESTINY -やっと巡り会えた-?)
9. Energy
10. Live Alone... Sennen tattemo (Live alone...千年たっても?)
11. Dare yori mo zutto... (誰よりもずっと...?)
12. Bay side love story -from tokyo-

- V-sit : 21 septembre 1996

1. Mask (masamix)
2. Saiko no Gamble (最高のGAMBLE?)
3. Shake it
4. Uso no Egao, Hontou no Namida (嘘の笑顔 本当の涙?)
5. Lonely soul
6. Dreaming Heart
7. Futari (二人?)
8. Love is Fire
9. Get My Way
10. Senjou no Madonna (戦場のマドンナ?)
11. Ryouki ~Heaven & Hell~ (領域〜Heaven&Hell〜?))
12. Majime na Kikkake (?)
13. Jama wa Sasenai (邪魔はさせない?) (live rock on)
14. Friends

- Ma-KING : 26 septembre 1997

1. endless life
2. Souda, zettai. (そうだ、ぜったい。?)
3. A&C
4. Process
5. Niji no youni (虹のように?)
6. Spicy Essence
7. Naked Mind (dynamix)
8. Precious wing (light wind version)
9. more than words ～in my heart～
10. I can't... (daydremix)
11. J (wild beat version)
12. Rinbu -revolution- (輪舞 -revolution-?) (red rose version)
13. spirit of the globe
14. Kaze ni fukarete (風に吹かれて?)

- Do-Can : 23 septembre 1998

1. Makoon ~1999~ (instrumental)
2. Shu -AKA- (朱 -AKA-?) （L.A. version）
3. Kiss in the dark
4. BIG-3
5. Taiyou no Hana (太陽の花?) (isamix)
6. Shiawasette... (幸せって...?)
7. Eve
8. Climax
9. Birth (takemix)
10. Vitamin ~Souda, zettai.~ (ビタミン 〜ぜったい、そうだ。〜?)
11. Koishimasho Nebarimasho (恋しましょ ねばりましょ?) （daitamix）
12. Dareka ga Dareka wo (誰かが 誰かを?)

- BEST-EST : 4 juin 1999

Disque 1
1. Dare yori mo zutto... (誰よりもずっと...?)
2. Yume ni Konnichiwa -Tanoshii Willow Town- (夢にこんにちは ～ウイロータウン物語～?)
3. Reincarnation
4. My Jolly Days
5. It's DESTINY -Yatto Meguriaeta- (It's DESTINY ～やっと巡り会えた～?)
6. Live Alone... Sennen tattemo (Live alone…千年たっても?)
7. Get along
8. Mask
9. Shake it
10. Jama wa Sasenai (邪魔はさせない?)
11. Naked Mind
12. J
13. spirit of the globe

Disque 2
1. Rinbu -revolution- (輪舞 -revolution-?)
2. I can't... (a.c. version)
3. Souda, zettai. (そうだ、ぜったい。?)
4. Birth
5. Taiyou no Hana (太陽の花?)
6. Shu -AKA- (朱 -AKA-?)
7. Koishimasho Nebarimasho (恋しましょ ねばりましょ?)
8. Never die
9. Key
10. Te no Hira no Kakera (手のひらの破片?)
11. Tenshi no Kyuusoku (天使の休息?)

- Her-Day : 27 août 1999

1. M2000 ~Prologue~ (instrumental)
2. labyrinth (star version)
3. Ketsumatsu
4. Naritai (なりたい?)
5. Ru-Ru-Ru (ルルル?)
6. Key
7. Makafushigu na Nanafushigi (摩訶不思議な七不思議?)
8. Te no hira no Kakera (手のひらの破片?)
9. Last Scene (ラストシーン?) (M.original mix)
10. Tenshi no Kyuusoku (天使の休息?) （type R mix）
11. Love Sick
12. Hot Spice (M.original mix)
13. Toki ni Ai wa (時に愛は?) （H-D mix）
14. In This Arm
15. Never die
16. Maria (マリア?)

- NEEI : 23 août 2000

1. Just Do It (NEEI mix)
2. M.M Family
3. Cutie
4. Turning Point (L.A version)
5. Sunrise Sunset
6. Over the End
7. Monogatari (物語?)
8. Chaos
9. Hoka ni Nani ga... (物語?)
10. Moon
11. Sore wa Totsuzen yattekuru (それは突然やってくる?)
12. Ajisai (紫陽花?)
13. eternal promise (version 091)
14. Only One, No. 1

- Li-Book 2000 : 22 novembre 2000

1. Turning Point
2. Souda, zettai. (そうだ、ぜったい。?)
3. Niji no youni (虹のように?)
4. Endless Life
5. Sore wa Totsuzen yattekuru (それは突然やってくる?)
6. Chaos
7. Cutie
8. Rinbu -revolution- (輪舞 -revolution-?)
9. Sunrise Sunset
10. Kiss in the Dark
11. Just do it
12. Vitamin ~Souda, zettai.~ (ビタミン ～ぜったい、そうだ。～?)
13. Monogatari (物語?) (A.C version)
14. Bay side love story ～from Tokyo～

- S-mode #1 : 21 mars 2001

Disque 1
1. Dare yori mo zutto... (誰よりもずっと...?)
2. Yume ni Konnichiwa -Tanoshii Willow Town- (夢にこんにちは -楽しいウイロータウン-?)
3. Liverpool e Oide (リバプールへおいで?)
4. I Was Born to Fall In Love
5. Full Up Mind
6. Reincarnation
7. Ryoute ippai no Yume (両手いっぱいの夢?)
8. My Jolly Days
9. Beats the Band
10. It's DESTINY -Yatto Meguri Ae ta- (It's DESTINY ～やっと巡り会えた～?)
11. Live Alone... Sennen tattemo (Live alone…千年たっても?)
12. Get along
13. Kujikenaikara!
14. Mask
15. Love is Fire

Disque 2
1. Ranbu (乱舞?)
2. Issho ni (いっしょに?)
3. But But But
4. 1 2 3
5. Ame no Faraway (雨のFaraway?)
6. Secret ~Dare ka no Message~ (Secret〜誰かのメッセージ〜?)
7. Someday
8. Sennichite (千日手?)

- Devotion : 29 août 2001

1. Sora ni Kakeru Hashi (空にかける橋?)
2. Chou (蝶?)
3. Shounen (少年?)
4. Jounetsu (情熱?)
5. DEPORTATION -but, never too late-
6. Shuffle
7. Torein (トレイン?)
8. Lotus
9. Ano hi no Gogo (あの日の午後?)
10. I'd love you to touch me
11. Sayonara (さよなら?)
12. Devotion
13. Megami ni naritai -for a yours- (女神になりたい -for a yours-?)

- Masami Kobushi (マサミコブシ?) 1er mai 2003

1. Cutie Honey (キューティーハニー?)
2. Give a reason
3. Truth
4. LOVE SQUALL
5. Zankoku na Tenshi no Thesis (残酷な天使のテーゼ?)
6. Successful Mission
7. Ghost Sweeper
8. Lupin III -Ai no Theme- (ルパン三世 愛のテーマ?)
9. Tamashii no Refrain (魂のルフラン?)
10. Northern lights
11. YOU GET TO BURNING
12. Kyou mo doko ka de Devilman (今日も何処かでデビルマン?)

#### King Records
- Crossroad : 4 septembre 2002

1. Scramble (スクランブル?)
2. Love Locket ni Natte (ラブロケットniなって?)
3. Kimi to Boku ni Dekiru Koto (君と僕にできること?)
4. Happy Place
5. Strawberry Fields
6. Stillness
7. Mission
8. Necessary
9. Be Free
10. Bird
11. High High High
12. Iiwake (いいわけ?)
13. Nemurenai Yoru ga Kureta Mono (眠れない夜がくれたもの?)

- Angel's Voice : 22 novembre 2002

1. Introduction ～Maria～ (introduction ～マリア～?)
2. White season
3. Sanctuary (サンクチュアリ?)
4. Angel's Voice
5. Tabibito (旅人, lit. Traveller?)
6. 2 years
7. 12 Tsuki no Kyuujitsu Kutsushita o Katta (12月の休日くつしたを買った?)

- ReBirth : 4 février 2004

1. Introduction
2. Poison
3. Second Impact
4. I Lost
5. Innocence
6. Shinkai ~ReBirth~ (深海 ～ReBirth～?)
7. Triangle+α
8. Message (LA version)
9. Boukensha (冒険者?)
10. Houkago no Tenshi (放課後の天使?)
11. Pandra ~Gendai Shinwa~ (PANDRA ～現代神話～?)
12. Earth

- S-mode #2 : 25 février 2004

Disque 1
1. Shake it
2. Jama wa Sasenai (邪魔はさせない?)
3. Naked Mind
4. J
5. Rinbu -revolution- (輪舞 -revolution-?)
6. Birth
7. Shu -AKA- (朱 -AKA-?)
8. Never die
9. Key
10. Energy (be-show version)

Disque 2
1. Lonely soul
2. Niji no youni (虹のように, Niji no youni?)
3. spirit of the globe
4. I can't...
5. Precious wing
6. Taiyou no Hana (太陽の花?)
7. Koishimasho Nebarimasho (恋しましょ ねばりましょ?)
8. Naritai ((なりたい?)
9. Te no hira no Hahen (手のひらの破片?)
10. Memorial Song

- S-mode #3 : 23 février 2005

Disque 1
1. Tenshi no Kyuusoku (天使の休息?)
2. Labyrinth
3. Toki ni Ai wa (時に愛は?)
4. Sore wa Totsuzen yattekuru (それは突然やってくる?)
5. Only One, No. 1
6. Over the End
7. Turning Point
8. Cutie
9. Just do it
10. Sora ni Kakeru Hashi (空にかける橋?)
11. Megami ni naritai -for a yours- (女神になりたい ～for a yours～?)
12. Shuffle
13. DEPORTATION -but, never too late-
14. HAPPY PLACE
15. Second Impact

Disque 2
1. Ru-Ru-Ru (ルルル?)
2. eternal promise [Deck version]
3. Moon
4. Chaos
5. I'd love you to touch me
6. Ano hi no Gogo (あの日の午後?)
7. Jounetsu (情熱?)
8. Iiwake (いいわけ?)
9. Pure
10. Message
11. Transmigration

#### Evolution
- Dragonfly : 2 février 2005

1. Dragonfly
2. Fire.com
3. Stargate
4. A confession of Tokio
5. Route89
6. Wheel
7. Troubadour -Ginyuu Shijin- (Troubadour-吟遊詩人-?)
8. Heaven's Door
9. Nostalgia
10. Miracle Go! Go! (ミラクルGO!GO!?)
11. To all the things to love
12. Olive

- God Speed : 24 février 2006

1. Wild Cat
2. Subliminal
3. God Speed
4. Mitsu (蜜 -mitsu-?)
5. Red
6. Last Sun
7. Timeliness
8. Paradise Lost
9. Pride
10. Gift
11. Moeyo! Generation (燃えよ！Generation?)
12. Trust (Session Mix)

- Evolution : 4 octobre 2006

1. Soldier ~Love Battlefield~
2. Zero -G-
3. Iteza no Tsuki no Koromoni (射手座の月の衣に?)
4. Niji (虹?)
5. Lunatic Summer
6. Kiba ~Tasuku~ (牙 ～タスク～?)
7. Shiranui (不知火?)
8. Wild Spice (Trance Mix)
9. Otomegokoro Mugen (乙女心無限?)
10. Soul Mate

- Masami Life : 3 octobre 2007

1. It's my life
2. Limited War
3. -w-
4. GAIA2012
5. Ring
6. Remote Viewing
7. Wasuregusa (ワスレグサ?)
8. Haitoku no Kiss ~Love of A Fallen Angel~ (背徳のKISS-Love of a fallen angel?)
9. Murasaki On -sion- (紫音 -sion-?)
10. Mobile Magic
11. Wonderful Days
12. I Wish

- Oooku (大奥?) : 6 février 2008

1. Olive
2. TRUST
3. Mitsu (蜜 -mitsu-?)
4. zero -G-
5. Wild Spice
6. Remote Viewing
7. It's my life
8. Reincarnation (self-cover version)
9. Rinbu -revolution- (輪舞 -revolution?) (self-cover version)
10. Shuffle (self-cover version)

- Tribute to Masami Okui ~Buddy~ : 25 juin 2008

1. Trust
2. Rinbu -revolution- (輪舞 -revolution-?)
3. Jounetsu (情熱?)
4. Introduction
5. Olive
6. Iiwake (いいわけ?)
7. Otomegokoro Mugen (乙女心無限?)
8. Koishimasho nebarimasho (恋しましょ ねばりましょ?)
9. Wasuregusa (ワスレグサ?)
10. Happy Place

- Akasha : 25 février 2009

1. Theme of Akasha
2. LOVE SHIELD
3. INSANITY
4. LOVERS
5. Shuushoku (愁色?)
6. Orange (オレンジ?)
7. Shape of myself
8. Melted Snow
9. TOTAL ECLIPSE
10. BLUE〜Noble Flame〜
11. Akasha
12. Venus

- Self-Satisfaction : 21 août 2009

1. Divine love
2. STRATEGY
3. ADORATION
4. Yuu nagi (夕凪?)
5. Kagaribi (篝火?)
6. KAKERA
7. Time Limit
8. HONESTY
9. Fuyu no Himawari (冬の向日葵?)
10. Float ~Sora no Kanata de~ (Float〜空の彼方で〜?)
11. KURENAI
12. Ienai Kara -Piano quintetto- (言えないから-Piano quintetto-?)

- i-magination : 3 février 2010

1. Starting Over
2. Wagamama na Chou (ワガママナチョウ?)
3. Pure DIAMOND
4. Jounetsu no Cantare (情熱のカンターレ?)
5. TO DIE FOR ×××[Quoi ?]
6. Regret
7. Good-bye Good luck
8. Sono Toki Daremo ga Megami Tonaru (その時誰もが女神となる?)
9. PHASE
10. Nijiiro Shooter (虹色Shooter?)
11. Flower
12. Miracle.Upper WL (ミラクル・アッパーWL?)